# Noccaea brevistyla
Noccaea brevistyla är en korsblommig växtart som först beskrevs av Dc., och fick sitt nu gällande namn av Ernst Gottlieb von Steudel. Noccaea brevistyla ingår i släktet backskärvfrön, och familjen korsblommiga växter. Inga underarter finns listade i Catalogue of Life.